# 神奈川縣第13區
神奈川縣第13區是日本眾議院的選區，設立於1994年。

## 小選舉区選出議員
| 選舉名                 | 年     | 当選者   | 党派       | 選區範圍                         |
| ---------------------- | ------ | -------- | ---------- | -------------------------------- |
| 第41屆眾議院議員總選舉 | 1996年 | 冨澤篤紘 | 新進党     | 大和市、海老名市、座間市、綾瀨市 |
| 第42屆眾議院議員總選舉 | 2000年 | 甘利明   | 自由民主党 | 大和市、海老名市、座間市、綾瀨市 |
| 第43屆眾議院議員總選舉 | 2003年 | 甘利明   | 自由民主党 | 大和市、海老名市、座間市、綾瀨市 |
| 第44屆眾議院議員總選舉 | 2005年 | 甘利明   | 自由民主党 | 大和市、海老名市、座間市、綾瀨市 |
| 第45屆眾議院議員總選舉 | 2009年 | 橘秀德   | 民主党     | 大和市、海老名市、座間市、綾瀨市 |
| 第46屆眾議院議員總選舉 | 2012年 | 甘利明   | 自由民主党 | 大和市、海老名市、座間市、綾瀨市 |
| 第47屆眾議院議員總選舉 | 2014年 | 甘利明   | 自由民主党 | 大和市、海老名市、座間市、綾瀨市 |
| 第48屆眾議院議員總選舉 | 2017年 | 甘利明   | 自由民主党 | 大和市、海老名市、座間市、綾瀨市 |
| 第49屆眾議院議員總選舉 | 2021年 | 太榮志   | 立憲民主党 | 大和市、海老名市、座間市、綾瀨市 |
| 第50屆眾議院議員總選舉 | 2024年 | 太榮志   | 立憲民主党 | 橫濱市瀨谷區、大和市、綾瀨市     |